# FOMA
«FOMA» (англ. Freedom of Mobile Multimedia Access) — торгова марка для 3G-послуг, що надаються японським оператором стільникового зв'язку NTT DoCoMo. FOMA був першим у світі W-CDMA 3G сервісом. Був запущений в 2001 році в Японії.
Приблизно в березні 2004 року FOMA досяг прориву в масових продажах, а обсяг продажів різко зріс. За даними на 29 вересня 2007 року, FOMA налічував понад 40 млн передплатників.
FOMA використовують технологію W-CDMA з FDD в частотних діапазонах з 1,920 МГц по 1,980 МГц і з 2,110 МГц по 2,170 МГц у uplink і downlink відповідно.